# Domoni (ort i Komorerna, Moheli)
Domoni är en ort i Komorerna.   Den ligger i distriktet Moheli, i den västra delen av landet, 70 km sydost om huvudstaden Moroni. Domoni ligger 157 meter över havet och antalet invånare är 309.
Terrängen runt Domoni är huvudsakligen kuperad, men åt sydväst är den platt. Havet är nära Domoni åt nordväst.  Närmaste större samhälle är Fomboni, 11,3 km öster om Domoni. 